# Jednotné evropské číslo tísňového volání

Jednotné evropské číslo tísňového volání

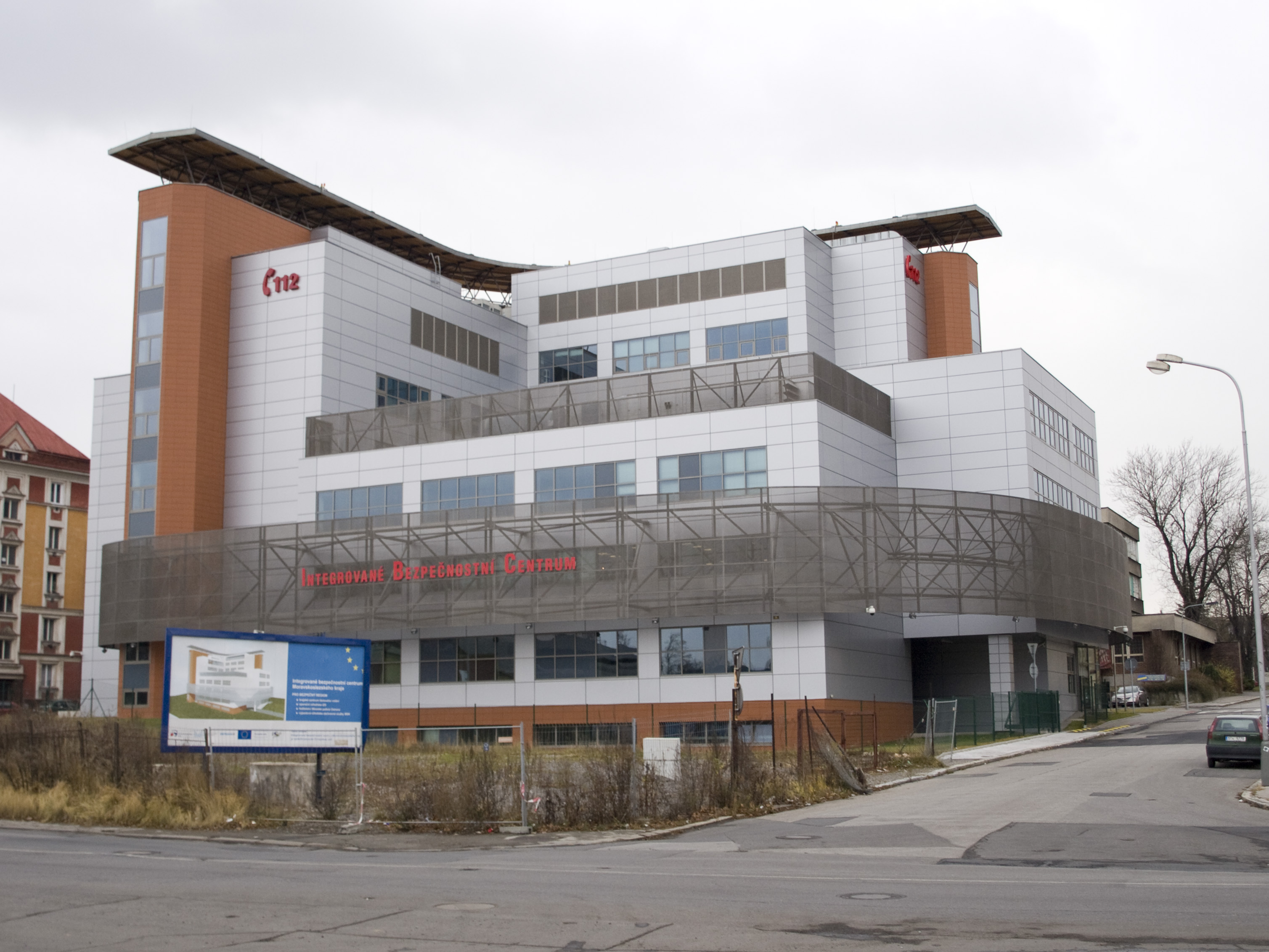
Integrované bezpečnostní centrum Moravskoslezského kraje

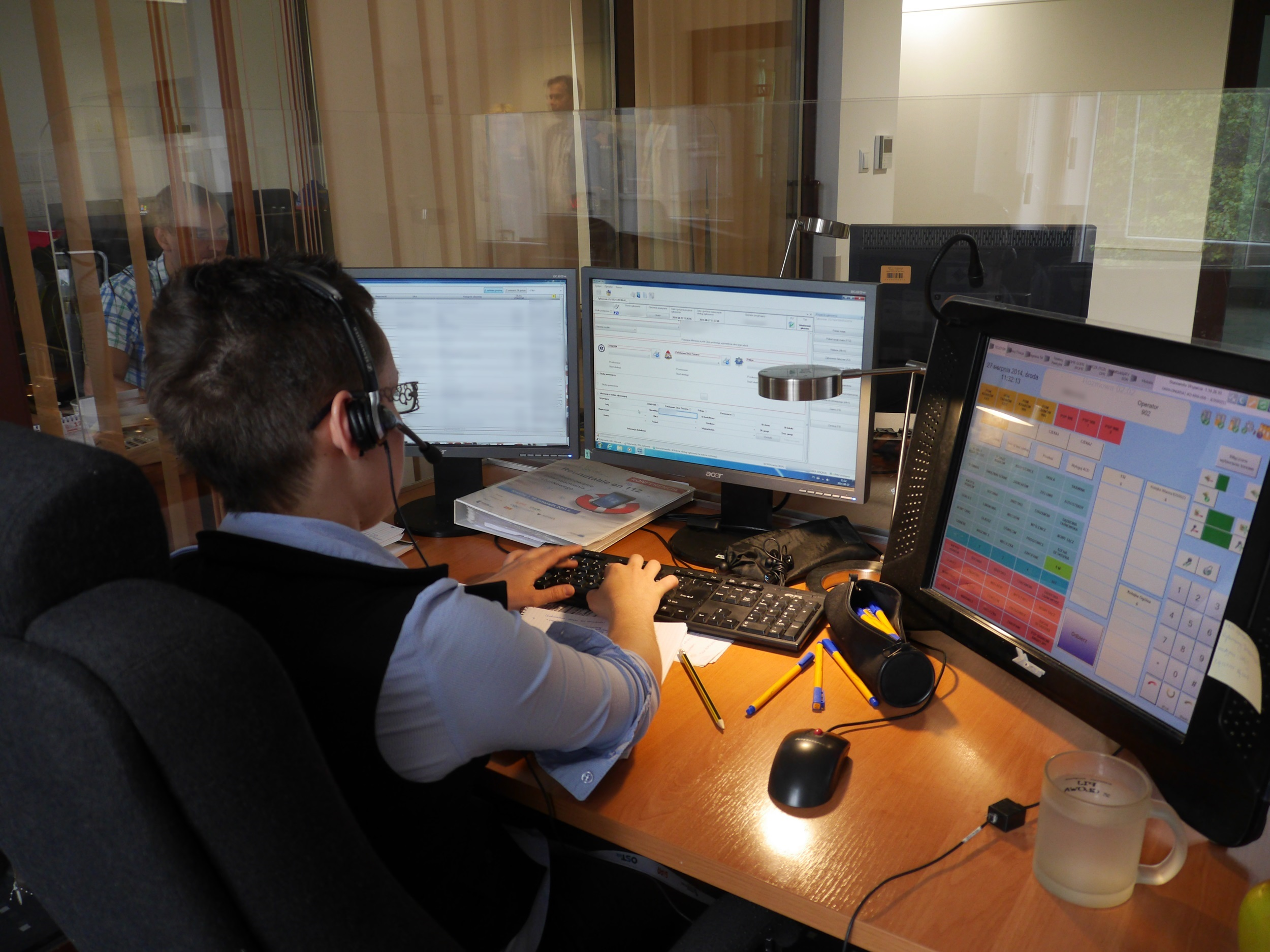
Pracoviště příjmu tísňového volání pro Malopolské vojvodství v Krakově

Jednotné evropské číslo tísňového volání (112) je tísňová linka fungující ve všech státech Evropského hospodářského prostoru a ve Švýcarsku.
Tísňová linka byla zavedena na základě rozhodnutí Rady Evropských společenství o zavedení jednotného evropského čísla tísňového volání. Stalo se tak především z důvodu usnadnění komunikace s tísňovými službami v rámci Evropské unie, protože došlo k výraznému nárůstu soukromých i služebních cest v rámci Evropy, kde každý stát používá svá vlastní tísňová čísla, která cizinec mnohdy nezná a při zavolání má většinou jazykové problémy.
Pro přístup k tomuto tísňovému volání bylo stanoveno telefonní číslo 112. Rozhodnutí Rady jako přímo aplikovatelný závazný předpis stanovilo členským státům povinnost toto číslo zavést nejpozději do 31. prosince 1996. Bylo ponecháno na rozhodnutí každého státu, zda bude číslo 112 jediným tísňovým číslem, nebo zda si zároveň ponechá svá stávající národní čísla.
Další úprava podmínek fungování jednotného evropského čísla tísňového volání byla provedena článkem 26 Směrnice o univerzální službě. Členským státům je uložena povinnost zajistit bezplatný přístup k tísňovému volání prostřednictvím čísla 112 na celém území; zajistit, aby tato volání byla zodpovězena co nejkvalitněji; zajistit, aby provozovatelé telekomunikačních sítí poskytli informace o poloze volajícího pracovišti pro příjem tísňového volání a zajistit odpovídající informovanost občanů o existenci a způsobu použití čísla 112. Směrnice je závazným pramenem sekundárního práva Společenství, který není přímo aplikovatelný. Upravuje pouze cíle, jichž má být dosaženo a členské státy v rámci vlastních legislativních procesů implementují do svých právních předpisů postupy a způsoby dosažení tohoto cíle. V České republice je uvedená směrnice transponována do zákona č. 127/2005 Sb. o elektronických komunikacích.
Evropská komise dne 15. prosince 2008 potvrdila, že jednotné evropské číslo 112 je úspěšně implementováno v souladu se směrnicí již ve všech členských státech Evropské unie.

## Linka 112 v České republice

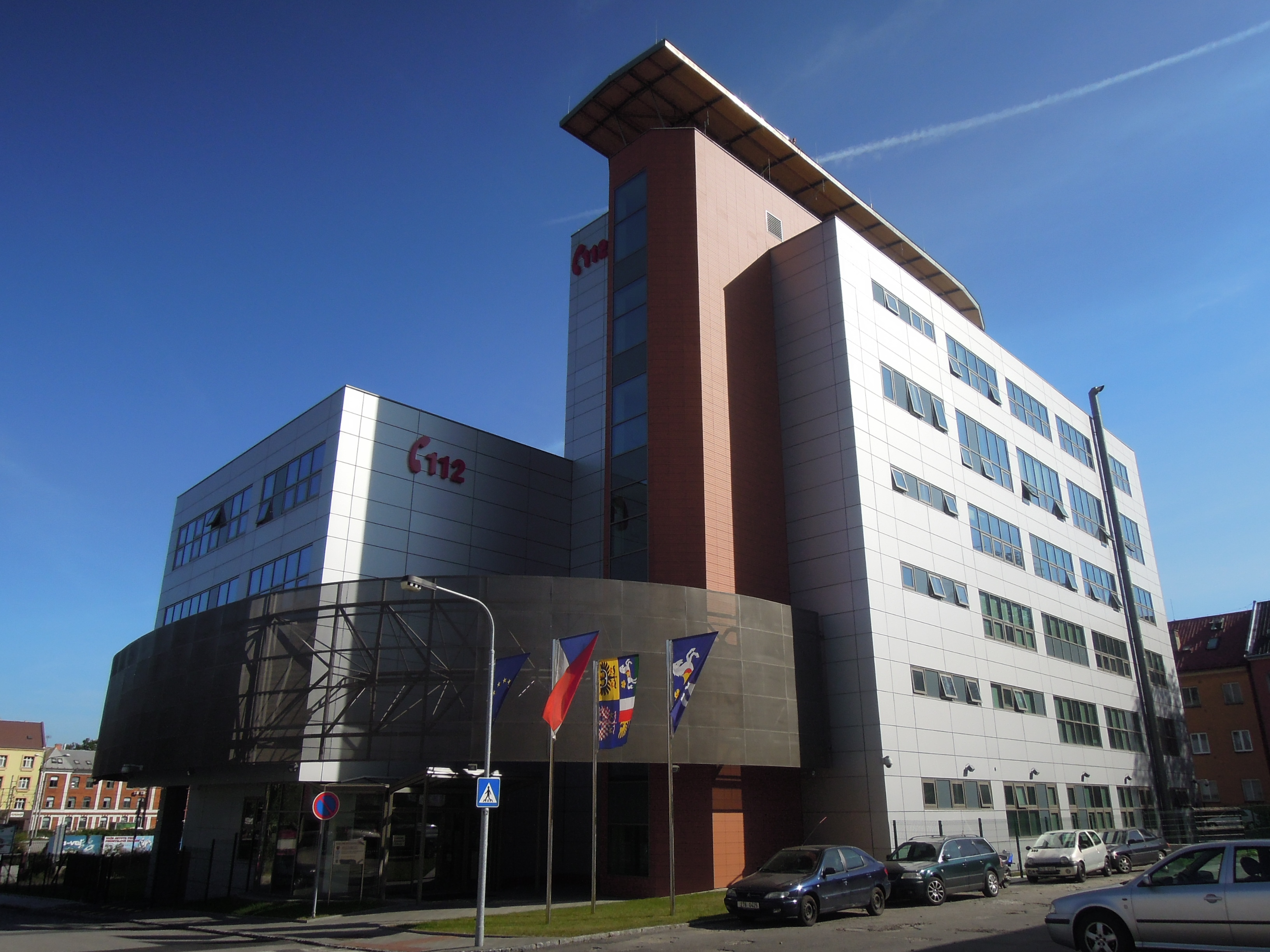
Integrované bezpečnostní centrum Moravskoslezského kraje v Ostravě

V souvislosti se snahou České republiky zapojit se do evropského integračního procesu byly v roce 1996 zahájeny kroky k zavedení jednotného evropského čísla tísňového volání jako jedné z podmínek členství v Evropské unii. Na základě rozhodnutí Českého telekomunikačního úřadu proto bylo uvolněno telefonní číslo 112, na kterém byla do roku 1998 provozována služba informace o přesném čase.
Realizace zavedení jednotného evropského čísla tísňového volání 112 v České republice proběhla na základě usnesení vlády č. 391/2000, ve znění usnesení vlády č. 350/2002.
Rozhodnutím vlády byl k příjmu tísňového volání na lince 112 určen Hasičský záchranný sbor. K zajištění tohoto příjmu bylo vybudováno 14 telefonních center tísňového volání umístěných v sídlech hasičských záchranných sborů krajů, jejichž testovací provoz byl ukončen v červnu 2004. Tato telefonní centra jsou v rámci České republiky navzájem hlasově a datově propojena a jsou vzájemně plně zastupitelná. V případě přetížení nebo výpadku v jednom kraji jsou hovory automaticky přesměrovány na další telefonní centra tísňového volání 112, aniž by to volající poznal na rychlosti nebo kvalitě odbavení. Je zde tak garance, že se občan vždy dovolá. Operátoři telefonních center tísňového volání 112 jsou schopni odbavovat tísňové hovory nejen v češtině, ale rovněž v angličtině nebo němčině.
Vzhledem k těmto výhodám jsou do technologie telefonních center tísňového volání 112 směrovány také tísňové hovory na telefonní číslo 150.
V České republice funguje číslo 112 společně s národními čísly tísňového volání. Dne 23. července 2008 vzala vláda usnesením č. 923/2008 na vědomí analýzu možnosti útlumu národních čísel tísňového volání, která doporučila ponechání národních čísel nadále v platnosti.
V roce 2019 bylo v České republice provedeno téměř 1,3 milionu volání na tísňové linky, z toho 86 % jich bylo na číslo 112. Až 75 % hovorů není tísňových. Lidé linku vytočí omylem nebo ji použijí neoprávněně. Při úmyslném zneužití linky hrozí fyzické osobě pokuta do 200 000 Kč. Na 14 krajských centrálách v roce 2019 pracovalo 308 operátorů. Na základě těchto telefonátů provedli hasiči 181 177 výjezdů.
11. února 2020 byl na území Prahy spuštěn systém Advanced mobile location, který zjistí polohu volajícího s přesností na 30–50 metrů. Poloha bude vyhledávána u mobilních telefonů s operačním systémem Android a to i v případě, že uživatel telefonu zakázal zjišťování polohy. Pro mobilní telefony s operačním systémem iOS má být služba dostupná během půl roku. Během několika týdnů má být služba dostupná na celém území České republiky. Do roku 2020 byla služba poskytována v 15 zemích a v dalších pěti jen částečně.

## Linka 112 v evropských státech
Jednotné evropské číslo tísňového volání 112 je zavedeno ve všech členských státech Evropské unie a dále také v Lichtenštejnsku, Norsku, Švýcarsku, Turecku a na Islandu. V Andoře je číslo 112 tísňovou linkou horské služby. Číslo 112 není v Evropě zavedeno v Albánii, Bělorusku, Bosně a Hercegovině, Černé Hoře, Moldavsku, Rusku, Severní Makedonii a Srbsku.
Ve většině států funguje číslo 112 společně s dříve zavedenými národními čísly tísňového volání, pouze v Dánsku, Estonsku, Finsku, Litvě, Lucembursku, Nizozemsku, Portugalsku, Rumunsku, Slovinsku, Švédsku a na Islandu, Kypru a Maltě je číslo 112 jediným tísňovým číslem.
Hovory jsou přijímány typicky policií nebo hasičským sborem; v některých státech orgány civilní ochrany (Lucembursko, Slovensko), speciální státní organizací (Finsko, Rumunsko, Bulharsko) nebo speciálními call centry telekomunikačních operátorů (Irsko, Řecko, Švédsko, Spojené království).

## Použití čísla 112
Evropská konference správ pošt a telekomunikací (CEPT) vydala v roce 1972 doporučení T/SF 1, kterým doporučila vyhradit číslo 112 pro tísňové volání.
Volbou čísla 112 v telekomunikačních sítích ve státech Evropské unie, Norsku, Švýcarsku a na Islandu je volající spojen s institucí, která je zodpovědná za příjem tísňového volání, v závislosti na organizaci záchranného systému v konkrétním státě.
Ve standardu mobilních sítí je číslo 112 vyznačeno jako univerzální tísňové číslo, kterým se v síti aktivuje služba TS12 Tísňové volání. Toto spojení má v síti prioritu a službu lze aktivovat i bez vložené SIM karty či bez zadání PIN kódu, v případě absence signálu domovského operátora vytvoří telefon spojení prostřednictvím dostupné konkurenční sítě GSM. Většina telefonů umožňuje volbu 112 i bez odemčení zámku klávesnice. Podmínkou aktivace tísňové služby v síti je tedy jen dostupnost alespoň jedné sítě GSM a nabití baterie přístroje.
Výhodou oproti národním číslům je lokalizace volajícího, neboť vzhledem k legislativním podmínkám EU musí být ke každému hovoru na linku 112 zpřístupněna informace o poloze volajícího. Identifikace místa volání významně zkracuje čas potřebný pro poskytnutí účinné pomoci při mimořádné události.
Použití jednotného evropského čísla tísňového volání je výhodné především v případě rozsáhlejších událostí, při kterých je potřeba zásah více složek integrovaného záchranného systému, dále pro cizojazyčné volající a nebo v případě, kdy si volající není jist, která složka by měla jeho problém řešit či si nemůže vzpomenout na její národní tísňové číslo. V případě, kdy volající ví, na kterou složku se chce obrátit, a zná její telefonní číslo, je výhodnější volit národní číslo tísňového volání této složky.

## Evropský den linky 112
Evropský parlament, Rada Evropské unie a Evropská komise v roce 2009 podepsaly třístrannou dohodu o zavedení každoročního Evropského dne linky 112. Byl navržen pro zvýšení povědomí o dostupnosti a výhodách Evropské linky 112. Instituce vybraly 11. únor, důvodem bylo, že toto datum zahrnuje číslo linky (11. 2.). O zavedení evropského dne telefonní linky se zasloužila Česká republika v roce 2009, když předsedala Evropské unii. Po celé Evropě se konají různé události, které připomínají den evropské linky 112.